# Leiuromys occasius
Leiuromys occasius (Oldfield Thomas, 1899) è un roditore della famiglia degli Echimiidi, unica specie del genere Leiuromys (Emmons & Fabre, 2018), diffuso nell'America Meridionale.

## Descrizione

### Dimensioni
Roditore di medie dimensioni, con la lunghezza della testa e del corpo tra 205 e 218,2 mm, la lunghezza della coda tra 220 e 225,2 mm, la lunghezza del piede tra 36 e 37,2 mm e la lunghezza delle orecchie tra 14 e 15,2 mm.

### Caratteristiche craniche e dentarie
Il cranio è delicato, il processo giugale è molto ridotto od essenzialmente assente. Le bolle timpaniche non sono rigonfie.
Sono caratterizzati dalla seguente formula dentaria:

### Aspetto
Le parti superiori sono ricoperte di lunghi peli spinosi con la punta grigio-brunastra chiara, misti a peli ondulati color rosso ruggine, mentre le parti inferiori sono bruno-giallastre chiare, con striature più scure. La testa e il muso sono marroni, le guance sotto gli occhi e gli arti hanno riflessi grigiastri. Le vibrisse sono nerastre, le orecchie sono corte, prive di peli e con strisce di peli grigiastri. I piedi variano dal brunastro chiaro al bruno-rossastro sopra, sono presenti dei ciuffi di peli argentati alla base di ogni artiglio. La coda è leggermente più lunga della testa e del corpo, uniformemente marrone, priva di peli e dall'aspetto lucido.

## Biologia

### Comportamento
È una specie arboricola e notturna.

## Distribuzione e habitat
Questa specie è presente nell'Ecuador meridionale e nel Perù settentrionale.
Vive nelle foreste sempreverdi umide tra i 150 e gli 800 metri di altitudine, a non più di 300 km dalle pendici andine.

## Conservazione
La IUCN Red List, considerati i continui problemi riguardo alla sua tassonomia e alla mancanza di informazioni recenti sul suo areale, classifica L. occasius come specie con dati insufficienti  (DD).